# Zigira quadrata
Zigira quadrata là một loài bướm đêm thuộc phân họ Arctiinae, họ Erebidae.